# Sarota miranda
Espèce
Sarota miranda est une espèce d'insectes lépidoptères (papillons) de la famille des Riodinidae et du genre Sarota.

## Taxonomie
Sarota miranda a été décrit par l'entomologiste français Christian Brévignon en 1998.

### Noms vernaculaires
Sarota miranda se nomme Miranda Sarota en anglais.

## Description
Sarota miranda est un papillon aux ailes antérieures à l'apex anguleux. Le revers est orange cuivré avec une marge, orné de lignes bleu argent métallisé et de lignes de traits marron.

## Répartition
Sarota miranda est présent en Colombie, en Bolivie, en Guyane, au Guyana, au Surinam, à Trinité-et-Tobago et au Brésil.

### Protection
Pas de statut de protection particulier.